# Ramón Garriga Alemany
Pour les articles homonymes, voir Alemany (homonymie).
Ramón Garriga Alemany (Barcelone, 1908 – ibidem, 1994) était un journaliste, auteur et historien espagnol.
À l’éclatement de la Guerre civile, il se rangea dans le camp nationaliste et fut placé en 1938 à la tête de l’office de presse de l’État franquiste naissant. À l’issue de la guerre mondiale, il s’exila et ne revint pas en Espagne avant la décennie 1970. Il est l’auteur d’ouvrages sur des personnalités marquantes du régime de Franco ou de l’entourage immédiat de celui-ci.

## Biographie
Né en 1908 à Barcelone, Ramón Garriga Alemany s’engagea aux côtés des militaires insurgés pendant la Guerre civile, et fut désigné en 1938 à la tête du Service national de la Presse (Servicio Nacional de Prensa, créé peu auparavant), auquel titre il eut également à contrôler l’activité des correspondants étrangers en Espagne. Durant la Seconde Guerre mondiale, il travailla jusqu’en 1945 comme correspondant de presse à Berlin, en Allemagne nazie,, puis préféra s’exiler en Argentine, d’où il ne retournera en Espagne que dans les années 1970.
En 1976, il se vit décerner le prix Espejo de España pour son ouvrage Juan March y su tiempo, biographie du financier baléare Juan March,. Il est par ailleurs l’auteur de plusieurs livres et essais en rapport avec la Guerre civile espagnole, la dictature franquiste et la Seconde Guerre mondiale, dont notamment Las relaciones secretas entre Franco y Hitler, traitant des relations diplomatiques entre les régímes d’Adolf Hitler et de Francisco Franco, La Legión Cóndor, sur le rôle de l’aviation nazie dans la Guerre civile, ou La España de Franco. De la División Azul al pacto con los Estados Unidos (1943 a 1951), dans lequel il soutenait la thèse de la « foi aveugle de Franco en la victoire allemande ». Dans le même domaine, on lui doit une série de monographies sur des personnalités du proche entourage du Caudillo, telles que l’épouse de celui-ci, Carmen Polo, ses frères Ramón et Nicolás, ou son beau-frère Ramón Serrano Súñer, en plus de celles sur le général Juan Yagüe et le cardinal archevêque de Séville Pedro Segura.
Il est décédé dans sa ville natale le 10 septembre 1994. Il était l'oncle de l'écrivain Eduardo Mendoza.

## Œuvre
- (es) El ocaso de los dioses nazis, Madrid, Ediciones Atlas, 1945, 332 p. (littér. Le Crépuscule des dieux nazis ; rééd. 1980 aux éd. Planeta).
- (es) Las relaciones secretas entre Franco y Hitler, Buenos Aires, Jorge Álvarez Editor, 1965, 392 p..
- (es) La España de Franco. De la División Azul al pacto con los Estados Unidos (1943 a 1951), Puebla (Mexique), Editorial José M. Cajica Jr., 1971, 643 p..
- (es) Guadalajara y sus consecuencias, Madrid, Gregorio del Toro, coll. « Documentos de la guerra civil española », 1974, 308 p. (ISBN 84-312-0178-9).
- (es) La Legión Cóndor, Madrid, Gregorio del Toro, coll. « Documentos de la guerra civil española », 1975, 305 p..
- (es) Juan March y su tiempo, Barcelone, Planeta, coll. « Espejo de España », 1976, 426 p. (ISBN 978-8432002540).
- (es) El cardenal Segura y el Nacional-catolicismo, Barcelone, Planeta, coll. « Espejo de España », 1977, 356 p. (ISBN 84-320-5637-5).
- (es) Ramón Franco, el hermano maldito, Barcelone, Planeta, coll. « Textos », 1978, 312 p. (ISBN 84-320-0614-9).
- (es) La Señora de El Pardo, Barcelone, Planeta, coll. « Textos », 1979, 377 p..
- (es) Nicolás Franco, el hermano brujo, Barcelone, Planeta, coll. « Textos », 1980, 372 p..
- (es) Los validos de Franco. Los claves para comprender cómo manejó el dictador la política interior de España a través de sus servidores más adictos, Barcelone, Planeta, coll. « Textos », 1981, 386 p..
- (es) Berlín, años cuarenta. La Alemania hitleriana con sus triunfos y catástrofes, Barcelone, Planeta, coll. « Documento », 1983, 223 p. (ISBN 84-320-4285-4).
- (es) El general Juan Yagüe: figura clave para conocer nuestra historia, Barcelone, Planeta, coll. « Documento », 1985, 283 p. (ISBN 84-320-4352-4).
- (es) Franco-Serrano Suñer. Un drama político, Barcelone, Planeta, coll. « Documento », 1986, 210 p..